# Даугмале (платформа)
Да́угмале (латыш. Daugmale) — остановочный пункт в Риге, на электрифицированном участке Рига — Айзкраукле линии Рига — Крустпилс. Расположен в микрорайоне Кенгарагс-3A.

## Описание
Как и Яняварты, остановочный пункт расположен параллельно сортировочному парку Шкиротава. Состоит из двух низких прямых платформ. В Даугмале останавливаются только электропоезда, поезда дальнего следования проезжают данную платформу без остановки. Касса закрыта с 2009 года, билет можно купить в поезде без дополнительной наценки.
На платформе расположен длинный пешеходный мост, по которому можно попасть на улицу Крустпилс, где курсируют 47-й и 50-й автобусы.